# Rozvadov
Rozvadov (Duits: Roßhaupt) is een dorp en Tsjechische gemeente in de regio Pilsen en maakt deel uit van het district Tachov. Rozvadov telt anno 2023 ongeveer 800 inwoners. Rozvadov is vooral bekend om het King's Casino dat er sinds 2013 gevestigd is. 
De plaatsen Diana, Milíře, Nové Domky, Rozcestí and Svatá Kateřina behoren administratief tot de Gemeente Rozvadov. 

## Geschiedenis
De eerste keer dat Rozvadov werd vermeld in een historisch document was in 1581. De oorspronkelijke naam van het dorpje was Roszhaupt (of Roßhaupt), zijn Tsjechische naam kreeg Rozvadov pas officieel in 1885.
Rozvadov heeft - als grensplaats van diverse staten (waaronder Oostenrijk-Hongarije) - eeuwenlang een belangrijke douanefunctie gehad. De eerste vermeldingen van het douanekantoor dateren uit 1613.
Voor de verdrijving van Duitsers na de Tweede Wereldoorlog had Rozvadov een Duitstalige meerderheid. 

## Klimaat
Rozvadov heeft een gematigd landklimaat. De zomers zijn niet extreem warm met gemiddelde temperaturen rond de 23 graden. In de winter is het erg koud, waarbij de temperatuur niet vaak boven nul uitkomt.

## Demografie
| 1869 | 1880 | 1890 | 1900 | 1910 | 1921 | 1930 | 1950 | 1961 | 1970 | 1980 | 1991 | 2001 | 2011 | 2021 |
| ---- | ---- | ---- | ---- | ---- | ---- | ---- | ---- | ---- | ---- | ---- | ---- | ---- | ---- | ---- |
| 3410 | 3445 | 3255 | 3171 | 3106 | 3261 | 2991 | 789  | 862  | 889  | 746  | 652  | 684  | 773  | 730  |

## Cultuur en bezienswaardigheden

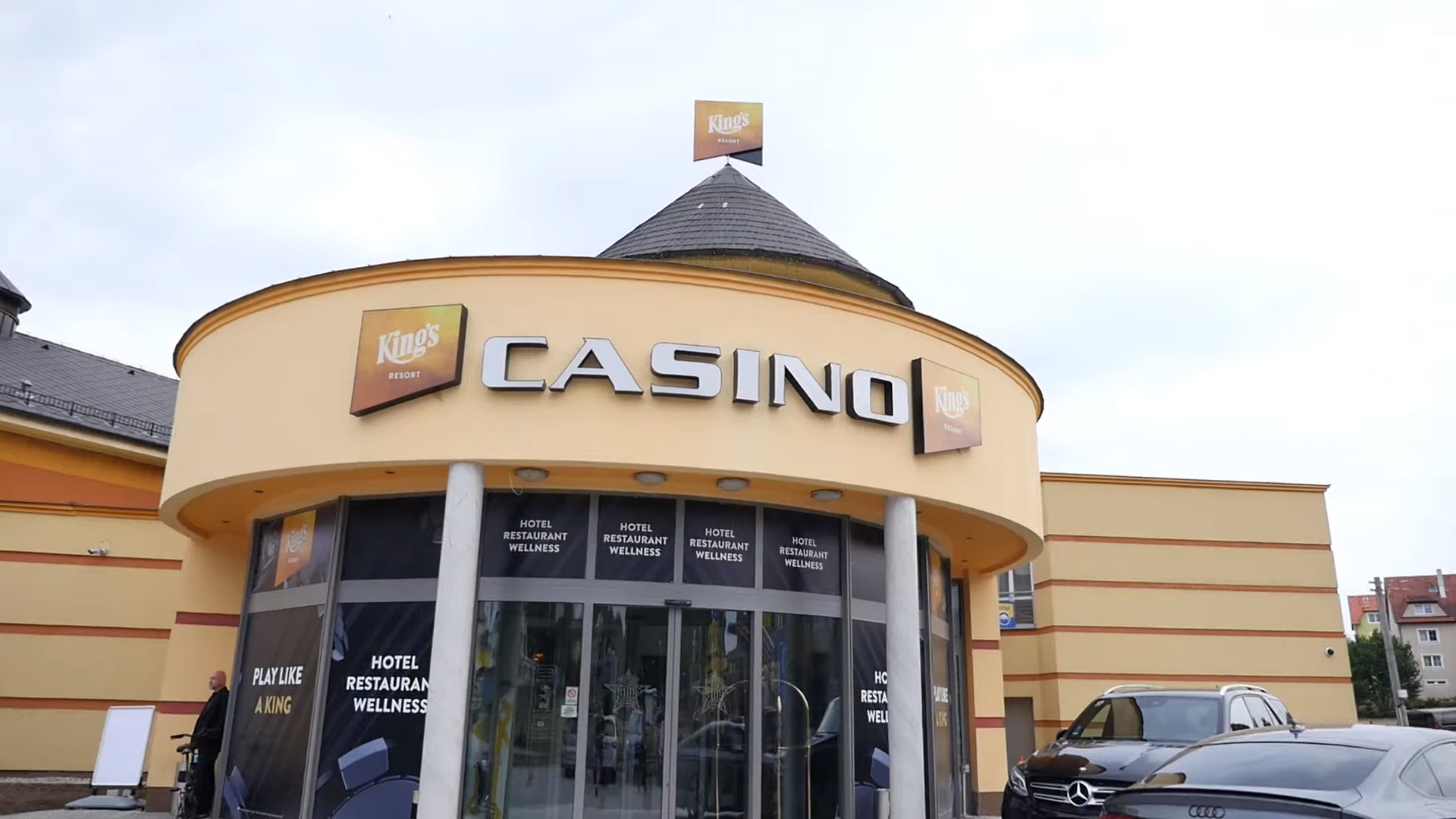
Het King's casino

Rozvadov heeft sinds 2013 een grote publiekstrekker erbij: het King's Resort. Dit casino is bekend binnen de pokerscene en er worden vaak belangrijke en grote pokertoernooien georganiseerd, waaronder de World Series of Poker Europa. Het King’s Casino beschikt over Europa’s grootste pokerroom.
Het casino zit gevestigd in het luxe King’s Resort met een hotel dat in totaal 243 kamers heeft. Het resort beschikt verder over meerdere restaurants, een wellness en sportschool.
Tegenover het King’s casino zit het ADMIRAL casino gevestigd. Daarnaast beschikt Rozvadov over meerdere uitgaans- en eetgelegenheden en een natuurlijke omgeving.

## Omgeving van Rozvadov
Rozvadov ligt op 5 kilometer afstand van de Duitse grens. Bij het plaatsje Waidhaus kun je de grens oversteken. 
Op nog geen uur rijden vanaf Rozvadov ligt de plaats Plzeň. Deze stad is de vierde grootste stad van Tsjechië en is bekend geworden als bakermat en naamgever van de pils.
Hoofdstad Praag ligt op twee uur rijden afstand van Rozvadov.
Benešovice ·
Bezdružice ·
Bor ·
Brod nad Tichou ·
Broumov ·
Cebiv ·
Ctiboř ·
Částkov ·
Černošín ·
Dlouhý Újezd ·
Erpužice ·
Halže ·
Horní Kozolupy ·
Hošťka ·
Chodová Planá ·
Chodský Újezd ·
Kladruby ·
Kočov ·
Kokašice ·
Konstantinovy Lázně ·
Kostelec ·
Kšice ·
Lesná ·
Lestkov ·
Lom u Tachova ·
Milíře ·
Obora ·
Olbramov ·
Ošelín ·
Planá ·
Prostiboř ·
Přimda ·
Rozvadov ·
Skapce ·
Staré Sedliště ·
Staré Sedlo ·
Stráž ·
Stříbro ·
Studánka ·
Sulislav ·
Svojšín ·
Sytno ·
Tachov ·
Tisová ·
Trpísty ·
Třemešné ·
Únehle ·
Vranov ·
Zadní Chodov ·
Záchlumí ·
Zhoř